# Вега Баха
Вѐга Ба̀ха (на испански: Vega Baja, [ˈbeɣa ˈβaxa]) е град в северно Пуерто Рико. Населението му е около 54 414 души (1 април 2020).
Разположен е на 35 метра надморска височина на брега на Саргасово море, на 30 километра западно от центъра на Сан Хуан. Селището е обособено на 7 октомври 1776 година, когато е разделено от съседното Вега Алта.

## Известни личности
Родени във Вега Баха
- Бед Бъни (р. 1994), музикант
- Хуан Тисол (1900 – 1984), музикант